# Gottfried Kottmann
Gottfried Kottmann (15. oktober 1932 - 6. november 1964) var en schweizisk roer og bobslædefører.
Kottmann vandt bronze i singlesculler ved OL 1964 i Tokyo, i et løb hvor Vjatjeslav Ivanov fra Sovjetunionen og tyske Achim Hill vandt henholdsvis guld og sølv.
Kottmann gjorde også karriere som bobslædefører, og vandt bronze i firemands-bobslæde ved VM i 1960. Han døde i en drukneulykke på Rhinen i 1964, i en alder af 32 år.

## Resultater
- 1964:  Bronze i singlesculler